# Mama (Ana Ahabak)
Mama (Ana Ahabak) è il quarto singolo tratto dal quarto album di studio Schwarz Weiss della cantante rock austriaca Christina Stürmer, pubblicato per la Universal Music nel 2003 e ristampato nel 2005 attraverso la Polydor Records.

## Tracce
2003
1. Mama Ana Ahabak – 3:55 – Radio version
2. Ich lebe – 4:29 – Live
3. Mama Ana Ahabak – 4:22 – Live unplugged
4. Mama Ana Ahabak – 3:55 – Karaoke version

2005
1. Mama Ana Ahabak – 3:40 – Radio version
2. Mama Ana Ahabak – 3:59 – Unplugged
3. Mama Ana Ahabak – 3:40 – Alternative version
4. Engel fliegen einsam – 3:18 – Live

- Mama (Ana Ahabak) (Video)

## Video
Il video della canzone inizia con la cantante seduta sul pavimento. Vengono mostrate anche scene di alcuni bambini piccoli che siedono fuori al gelo attorno ad un fuoco ed altri nei loro letti. Quindi il video mostra altri bambini che raccolgono pezzi di legno e altri che scavano nella spazzatura.

## Storia della pubblicazione
In origine la canzone era stata pubblicata nel singolo del 2003, tratto dal suo primo album, Freier Fall, messo in commercio solo in Austria, e aveva raggiunto il primo posto della classifica. Nel 2005, la Stürmer pubblicò nuovamente la canzone nel suo quarto album, Schwarz Weiss, questa volta pubblicandolo anche in Germania, Svizzera e in Europa. In Germania la canzone raggiunse la posizione 11ª, in Svizzera la 33ª.
| Stato    | Posizione massima |
| -------- | ----------------- |
| Austria  | 1                 |
| Germania | 11                |
| Svizzera | 33                |